# Mireasa din Lammermoor
Mireasa din Lammermoor sau Logodnica din Lammermoor (în engleză The Bride of Lammermoor) este un roman istoric⁠(d) al lui Sir Walter Scott, publicat în 1819, unul dintre romanele din seria Waverley. Acțiunea se desfășoară pe dealurile Lammermuir⁠(d) din sud-estul Scoției, cu puțin timp înainte de Actul de Unire din 1707⁠(d) (în prima ediție) sau la scurt timp după Act (în ediția Magnum din 1830). În centrul romanului se află o poveste de dragoste tragică dintre tânăra Lucy Ashton și dușmanul familiei sale, Edgar Ravenswood. Scott a precizat că intriga sa are la bază o întâmplare reală. Mireasa din Lammermoor și O legendă din vremea lui Montrose au fost publicate împreună anonim ca seria a treia din Tales of My Landlord. Povestea stă la baza operei lui Donizetti din 1835, Lucia di Lammermoor.

## Rezumat
Romanul descrie dragostea tragică dintre Lucy Ashton și Edgar, stăpânul din Ravenswood. Tatăl lui Edgar fusese deposedat de titlul său pentru că îl sprijinise pe regele destituit Iacob al II-lea al Angliei. Tatăl ambițios al lui Lucy, Sir William Ashton, a cumpărat apoi moșia Ravenswood. Edgar îl urăște pe Sir William pentru această uzurpare a moștenirii familiei sale, dar văzând-o pe Lucy, se îndrăgostește de ea și renunță la planurile de răzbunare.
Soția trufașă și manipulatoare a lui Sir William, Lady Ashton, este personajul malefic⁠(d) al povestirii. Ea este hotărâtă să pună capăt logodnei fericite dintre Edgar și Lucy și să o forțeze pe Lucy să accepte o căsătorie aranjată ce era avantajoasă din punct de vedere politic. Lady Ashton interceptează scrisorile lui Edgar către Lucy și o convinge că Edgar a uitat-o. Edgar pleacă din Scoția în Franța, pentru a-și continua activitățile politice. În absența lui, Lady Ashton își continuă planul. Îl convinge pe căpitanul Westenho, un soldat fără căpătâi, să spună tuturor că Edgar este pe cale să se căsătorească în Franța. Ea o recrutează chiar și pe „femeia înțeleaptă” Ailsie Gourlay, pentru a-i arăta lui Lucy semne ale infidelității lui Edgar. Lucy încă se agață de adevărul ei, cerându-i lui Edgar să-i spună chiar el că nu o mai vrea și îi scrie personal. Însă Lady Ashton oprește scrisoarea lui Lucy și îl aduce pe reverendul Bide-the-bent să o convingă pe Lucy. Cu toate acestea, Bide-the-bent o ajută pe Lucy să trimită o nouă scrisoare, dar nu va primi niciun răspuns.
Până la urmă, Lady Ashton o forțează pe Lucy să se căsătorească cu Francis din Bucklaw. Dar cu o zi înainte de nuntă, Edgar se întoarce. Văzând că Lucy a semnat actele de logodnă cu Bucklaw, o repudiază pe fată, care abia mai poate vorbi. Nunta are loc a doua zi, urmată de o petrecere la Ravenswood. În timp ce invitații dansează, Lucy îl înjunghie pe Bucklaw în camera nupțială, rănindu-l grav. Apoi își pierde mințile și moare. Bucklaw își revine, dar refuză să spună ce s-a întâmplat. Edgar reapare la înmormântarea lui Lucy. Fratele mai mare al lui Lucy, acuzându-l de moartea ei, îl provoacă la duel. Edgar, disperat, acceptă fără tragere de inimă. Dar în drum spre întâlnire, cade în nisipuri mișcătoare și moare.

## Personaje
- Edgar, stăpânul din Ravenswood
- Caleb Balderstone, servitorul său
- Mysie, soția lui Caleb
- Sir William Ashton, Lordul stăpânitor
- Lady Ashton, soția sa
- Lucy, fiica lor
- Colonel Sholto Douglas Ashton și Henry Ashton, fiii lor
- Norman, pădurarul lui Ashton
- Dl. Lockhard, servitorul lui Ashton
- Ailsie Gourlay, o „femeie înțeleaptă”
- Annie Winnie, una dintre însoțitoarele ei
- Căpitanul Craigengelt
- Frank Hayston, nobil din Bucklaw
- Lady Girnington, mătușa sa
- Lady Blenkinsop, ruda lui
- Alice, o servitoare oarbă a familiei Ravenswood
- Bide-the-Bent, un preot
- John Girder, un dogar
- Dna. Girder, soția sa
- Marchizul de A.
- Davie Dingwall, un avocat
- John Mortsheugh, un sexton

## Scriere
Nu se știe exact când a început Scott să scrie Tales of my Landlord (Seria a treia), dar primele idei au fost notate la începutul lunii septembrie 1818, la aproximativ două luni după ce terminase The Heart of Mid-Lothian și a încheiat lucrul la sfârșitul lunii aprilie sau începutul lunii mai a anului următor. În luna martie, a trebuit să suspende munca după un atac aproape fatal de calculi biliari, dar în luna aprilie a reușit să dicteze ultimele capitole (puțin din capitolul 26 și până la sfârșit), se pare că lui John Ballantyne și William Laidlaw.
Scott era familiarizat cu povestea principală a romanului din surse orale și tipărite, bazându-se pe diferitele versiuni și adaptându-le în contextul ideilor sale de ficțiune. Conspirația Gowrie, ce îi era cunoscută din munca sa editorială din secolul al XVII-lea, poate fi sesizată în mai multe puncte ale lucrării. Pentru descrierile de vânătoare a apelat la o lucrare din biblioteca sa personală, cea de-a doua ediție din The Noble Art of Venerie or Hunting (Nobila artă a sau vânătorii) lui George Turbervile (1611).

## Ediții
Prima ediție din Tales of my Landlord (Seria a treia), formată din Mireasa din Lammermoor și O legendă din vremea lui Montrose a fost publicată de Archibald Constable la Edinburgh pe 21 iunie 1819 și la Londra de către Longman, Hurst, Rees, Orme și Brown pe 26 iunie același an. Ca și în cazul celorlalte romane Waverley dinainte de 1827, autorul a rămas anonim. Tirajul a fost probabil de 10.000 de exemplare. S-ar părea că Scott ar fi făcut câteva mici modificări textului din Mireasa din Lammermoor pentru varianta de mai târziu din 1819 publicată în opt volume Novels and Tales, dar principala revizuire a fost efectuată la sfârșitul anului 1829 și începutul anului 1830 pentru ediția Magnum, inclusiv notele de subsol și o introducere: a apărut ca parte din volumul 13 și întregul volum 14 în iunie și iulie 1830. Pentru Magnum Scott a mutat acțiunea ce se petrecea chiar înainte de Actul de Unire din 1707 în perioada imediat următoare.
Ediția modernă standard, de J. H. Alexander, a fost publicată ca volumul 7 din Ediția Edinburgh a romanelor Waverley în 1993: aceasta se bazează pe prima ediție cu amendamente mai ales din manuscrisul lui Scott; noul material Magnum este inclus în volumul 25.

## Receptare critică
Printre criticii contemporani, doar scriitorul de la ziarul The Scotsman a considerat Mireasa din Lammermoor absolut excelentă. A existat o tendință generală de a critica neglijența stilistică familiară și intriga slab dezvoltată de către Walter Scott, iar unii analiști au sesizat un declin evident față de romanele precedente, cu semne de epuizare și subiecte mai puțin interesante. Semnificația tragică a scenelor finale a fost unanim apreciată, dar amestecul de umor ridicol a reprezentat un minus pentru unii, la fel ca atmosfera generală sumbră și morbidă. Portretul lui Caleb a fost lăudat, dar au existat plângeri conform cărora acesta a stagnat, fără o dezvoltare ulterioară. Părerile au fost împărțite cu privire la elementul magic, considerat fie eficient, de impact, fie defectuos folosit și din păcate omniprezent.

## Povestea lui Ashton
Povestea este fictivă, dar conform introducerii romanului lui Scott din ediția Magnum, se bazează pe un incident real din istoria familiilor Dalrymple și Rutherford. Scott a auzit această poveste de la mama lui, Anne Rutherford, și de la strămătușa lui Margaret Swinton. Modelul pentru Lucy Ashton a fost Janet Dalrymple, fiica cea mare a lui James Dalrymple, primul viconte de Stair, și a soției sale Margaret Ross de Balneil. Când era tânără, Janet i-a jurat credință în secret lui Archibald, al treilea lord Rutherfurd, rudă și moștenitor al contelui de Teviot, care a devenit astfel modelul pentru Edgar de Ravenswood. Când a apărut un alt pretendent - David Dunbar, moștenitorul lui Sir David Dunbar de la castelul Baldoon de lângă Wigtown - mama lui Janet, Margaret, a descoperit logodna, dar a insistat să nu se renunțe la căsătoria cu Dunbar. Politica lui Rutherfurd era inacceptabilă pentru Dalrymple: Lordul Stair era un Whig ferm, în timp ce Rutherfurd era un susținător înfocat al lui Carol al II-lea. În plus, nu avea avere. Încercând să intervină, tânărul Archibald i-a scris lui Janet, dar a primit un răspuns de la mama ei, care îi scria că Janet a și-a dat seama de greșeala pe care era să o facă. Apoi a fost organizată o întâlnire, în timpul căreia Margaret a citat din Cartea Numeri (capitolul XXX, versetele 2–5), potrivit căreia un tată poate anula un jurământ făcut de fiica sa în tinerețe.
Căsătoria a avut loc pe 24 august 1669, în biserica Old Luce din Wigtownshire, la două mile sud de Castelul Carsecleugh, una dintre moșiile tatălui ei. Fratele ei mai mic și-a amintit mai târziu că mâna lui Janet era „rece și umedă ca marmura” și că ea a fost impasibilă toată ziua. În timp ce oaspeții dansau, cuplul s-a retras în dormitor. Când s-au auzit țipete din cameră, ușa a fost deschisă forțat, iar oaspeții l-au găsit pe Dunbar înjunghiat și sângerând. Janet, a cărei cămașă era plină de sânge, s-a ghemuit într-un colț, spunând doar „Ia-ți preafrumosul mire”. Janet a murit, aparent nebună, pe 12 septembrie, fără să dezvăluie ce se întâmplase. A fost înmormântată pe 30 septembrie. Dunbar și-a revenit după răni, dar și el a refuzat să explice întâmplarea. S-a recăsătorit în 1674 cu Lady Eleanor Montgomerie, fiica contelui de Eglinton, dar a murit pe 28 martie 1682 în urma unei căzături de pe cal pe drumul între Leith și Edinburgh. Rutherfurd a murit în 1685, fără copii.
Deși s-a considerat că Janet și-a înjunghiat proaspătul soț, alte versiuni ale poveștii sugerează că Rutherfurd s-a ascuns în dormitor pentru a-și ataca rivalul, înainte de a fugi pe fereastră. De asemenea, a fost sugerată implicarea diavolului sau a altor spirite maligne. Scott îl citează pe Părintele Andrew Symson (1638-1712), fost ministru al lui Kirkinner, care scrisese o elegie contemporană „Despre moartea neașteptată a virtuoasei Lady Mrs. Janet Dalrymple, Lady Baldoon, tânără”, care consemnează și datele evenimentelor. Versuri mai acerbe legate de poveste au fost citate de Scott, inclusiv cele ale dușmanului politic al Lordului Stair, Sir William Hamilton din Whitelaw.
Biografii lui Scott au comparat elemente din Mireasa din Lammermoor cu propria relație romantică a lui Scott cu Williamina Belsches în anii 1790. Suferința care apare în relația dintre Lucy Ashton și Edgar din Ravenswood după ce logodna lor este desfăcută a fost comparată cu dezamăgirea lui Scott când, după ce o curtase o perioadă, Belsches s-a căsătorit cu mult mai bogatul William Forbes.

## Locația
Ortografia Lammermoor este o anglicizare a cuvântului din limba scoțiană Lammermuir. Dealurile Lammermuir formează o graniță naturală între East Lothian și graniță. Castelul fictiv Wolf's Crag a fost identificat cu Fast Castle de pe coasta Berwickshire. Scott a declarat că „nu era apt să judece asemănarea... întrucât nu văzuse niciodată Fast Castle decât de pe mare”. Însă a acceptat această comparație, scriind că locul unde era poziționat Fast Castle „pare cu siguranță să semene cu locul castelului Wolf’s Crag la fel de mult ca oricare altul”.